# With Honors (soundtrack)
With Honors (Music from the Motion Picture) je album filmske glazbe za film With Honors iz 1994. Izdan je 22. ožujka 1994. pod Maverick Recordsom. Na albumu se nalazi hit singl i tematska pjesma "I'll Remember" pop pjevačice Madonne, koja je primila nominacije za agrade Zlatni globus, Grammy i MTV Movie Awards.

## Popis skladbi
1. "Thank You" - Duran Duran
2. "I'll Remember" (tema filma 'With Honors') - Madonna
3. "She Sells Sanctuary" - The Cult
4. "It's Not Unusual" - Belly
5. "Cover Me" - Candlebox
6. "Your Ghost" - Kristin Hersh/Michael Stipe
7. "Forever Young" - The Pretenders
8. "Fuzzy" - Grant Lee Buffalo
9. "Run Shithead Run" - Mudhoney
10. "Tribe" - Babble
11. "Blue Skies" - Lyle Lovett
12. "On The Wrong Side" - Lindsey Buckingham